# Книга о скудости и богатстве

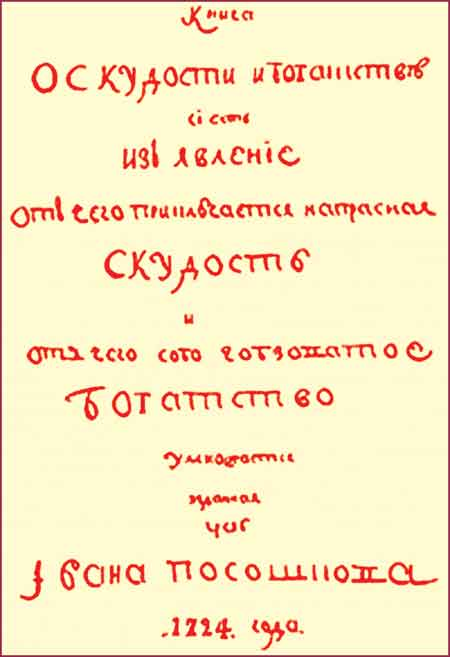
Титульная страница первого издания (1724)

«Тракта́т о ску́дости и бога́тстве» («Кни́га о ску́дости и бога́тстве, сие есть изъявле́ние от чего́ приключа́ется напра́сная ску́дость, и от чего́ гобзови́тое бога́тство умножа́ется») — экономический трактат, написанный Иваном Посошковым в 1724 году.

## Содержание
Трактат раскрывал проблемы, которые на более низком уровне обсуждались в окружении Петра I, а также частично поднимались в трудах западных экономистов, хотя создавался независимо от последних. Работа представляет собой российский вариант меркантилистской теории. Автор требует ограничения крепостного права на позициях абсолютизма: «крестьянам помещики не вековые владельцы, того ради не весьма их берегут, а прямой их владелец — Всероссийский Самодержец». Посошков предлагал ограничивать цены посредством наказания для завышающих цены: «буде кто взял цену не противонастоящие излишнюю, взять штрафу да высечь батогами или плетьми, чтобы впредь так не делал».